# Таян (село)
Таян (кирг. Таян) — село в Баткенском районе Баткенской области Кыргызстана. Административный центр Кыштутского айылного аймака.

## География
Село расположено в центральной части области, на правом берегу реки Сох, на расстоянии приблизительно 25 километров (по прямой) к юго-востоку от города Баткена, административного центра области и района. Абсолютная высота — 1279 метров над уровнем моря.

## Население
Согласно оценочным данным Национального статистического комитета Кыргызской Республики, численность населения села на начало 2023 года составляла 1744 человека.
| год     | 2009 | 2014 | 2015 | 2020 | 2021 | 2023 |
| ------- | ---- | ---- | ---- | ---- | ---- | ---- |
| человек | 1308 | 1416 | 1863 | 1667 | 1693 | 1744 |